# An Evening with Belafonte
An Evening with Belafonte è un album in studio del cantante statunitense Harry Belafonte, pubblicato nel 1957.

## Tracce
1. Merci Bon Dieu (Frantz Casseus) – 2:54
2. Once Was (Kennedy, Lorin) – 4:44
3. Hava Nageela (tradizionale) – 3:14
4. Danny Boy (Frederick Weatherly) – 5:48
5. The Drummer and the Cook (Paul Campbell) – 3:55
6. Come O My Love (tradizionale) – 4:23
7. Shenandoah (tradizionale) – 3:45
8. Mary's Boy Child (Jester Hairston) – 4:19
9. Cu Cu Ru Cu Cu Paloma (Tomás Méndez) – 5:28
10. Eden Was Just Like This (Kennedy, Lord Burgess) – 2:58
11. When the Saints Go Marching In (tradizionale) – 3:39